# Дюррванген
Дюррванген (нім. Dürrwangen) — громада в Німеччині, розташована в землі Баварія. Підпорядковується адміністративному округу Середня Франконія. Входить до складу району Ансбах.
Площа — 23,03 км2. Населення становить 2573 ос. (станом на 31 грудня 2020).